# Blanca Ares Torres
Blanca Ares Torres (Madrid, 30 de desembre de 1970) és una exjugadora de bàsquet i periodista espanyola.
Internacional amb la selecció espanyola absoluta entre 1988 i 1994, disputà 124 partits internacionals. Es proclamà campiona d'Europa de 1993 i guanyà la medalla d'or als Jocs Mediterranis de 1991 i la de bronze el 1993. També competí als Jocs Olímpics de Barcelona 1992, finalitzant en cinquena posició.
Entre d'altres reconeixements, inaugurà el 2010 un pavello esportiu a Leganés que porta el seu nom.